# Riscos de Bertí

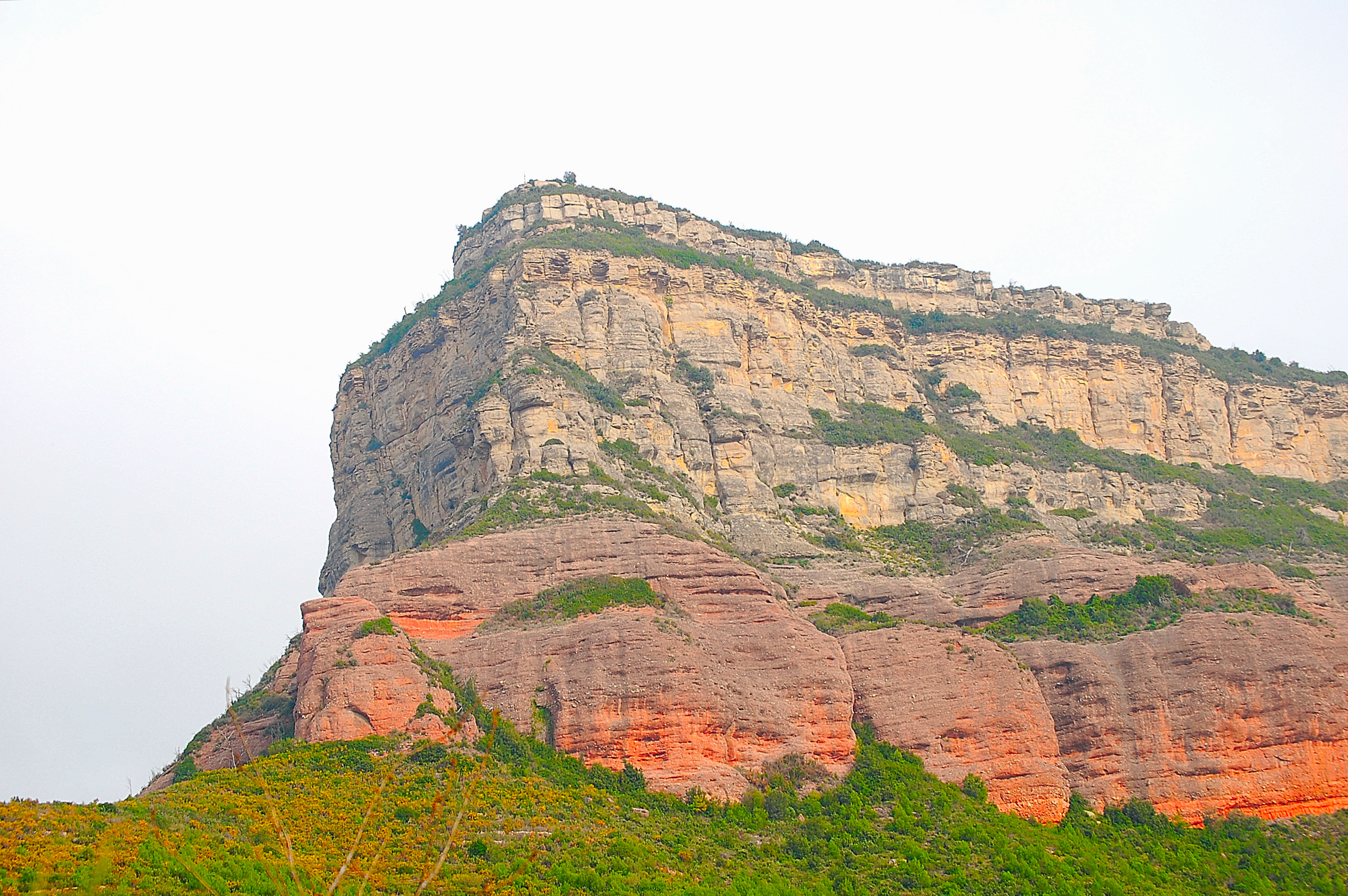
Cerro de las Once Horas perteneciente a los Riscos de Bertí.

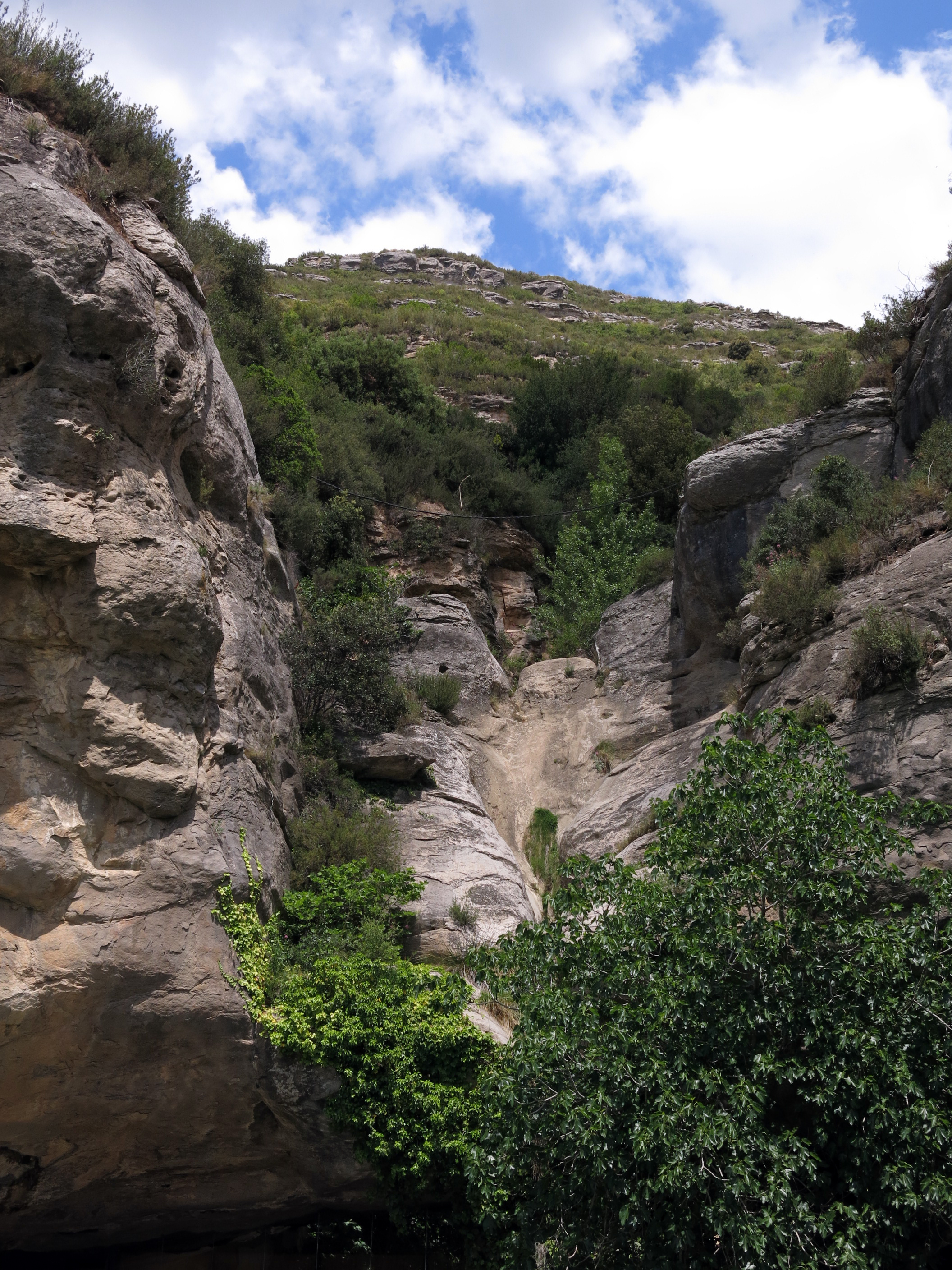
Salto del Ruiseñor extremo occidental de los Riscos de Bertí.

Los Riscos de Bertí son un conjunto de riscos y relieves que forman parte de la Cordillera Prelitoral de la comunidad autónoma de Cataluña y que separan la meseta del Moyanés de la depresión del Vallés. Reciben el nombre de la parroquia de San Pedro de Bertí ubicada en la parte central de su recorrido. La Generalidad de Cataluña en junio de 2002 aprobó la creación de los Riscos del Bertí como Plan de Espacios de Interés Natural. Este espacio protegido, algo más extenso que los Riscos de Bertí propiamente dichos, incluye los términos municipales de San Felíu de Codinas, Bigas y San Quirico Safaja.

## Orografía
Se orientan de este a oeste haciendo la división natural de los términos municipales de San Quirico Safaja (Moyanés) y de Bigas (Vallés Oriental), hasta que llegan al noroeste de la cima de Puiggraciós, donde giran en ángulo recto hacia el norte. En este otro tramo discurren íntegramente en el término municipal de San Quirico Safaja, y van a morir, en el extremo norte, en el término de San Martín de Centellas (Osona).*
Arrancando del monasterio de San Miguel de Fay, siguen un recorrido del Valle de San Miguel hacia el sur, hasta que en el noreste de la Madella giran en ángulo recto hacia levante. Se extienden en dirección este, formando un valle muy cerrado entre el Cerro del Ullar y el Cerro de las Once Horas, donde está el Sot del Ullar y Vallderrós, hasta el noroeste del Santuario de Puiggraciós desde de donde enfilan hacia el norte conformando el borde occidental del valle del Congost, en paralelo al macizo del Montseny, que se sitúa en el lado oriental del río. Al llegar al límite de los términos municipales de San Martín de Centellas y de Centellas, de la comarca de Osona, en el torrente de Oller, terminan su recorrido, pero tienen continuidad hacia el norte en los Riscos de Cerdà. En este lugar constituyen el límite oriental del Valle de San Miguel, donde las Costas de San Miguel enlazan el risco con el fondo del valle.
El extremo occidental de los Riscos de Bertí es el momento que se encuentra con el río Tenes, donde se producen varios espectaculares saltos de agua, como el Salto de agua del Tenes y el del Ruiseñor, con formaciones de travertino. Es el lugar donde se encuentra el monasterio de San Miguel de Fay, posiblemente el lugar más emblemático de la zona. Aunque de hecho en esta zona, dejan de llamarse Riscos de Bertí, y tienen continuidad en el Risco del Fitó y los Riscos del Perer, y aún continúan hacia poniente, yendo a enlazar con los Riscos de Gallifa.

## Ecología
La vegetación está formada por encinares, pinares de pino blanco, de pino rojo, y algunas de pino. También hay matorrales, de romero y brezos de invierno. Sin embargo, también hay muestras de otros elementos vegetales. Entre la fauna destaca, sobre todo, el jabalí, y algunos pájaros de importancia notable como el águila perdicera, halcón peregrino, el búho y de otras especies protegidas.

## Geología
Los Riscos de Bertí están formados por materiales calcáreos, las capas presentan unas cornisas pintorescas de cientos de metros de desnivel. Los materiales triásicos y eocenos corresponden a antiguos fondos marinos y se pueden encontrar fósiles entre los sedimentos. Los sedimentos marinos de aquella época fueron elevados durante el plegamiento alpino y han quedado restos del periodo triásico. 